# Carlos Iaccarino
Carlos Alberto Iaccarino (La Plata, provincia de Buenos Aires, 15 de octubre de 1947-La Plata, provincia de Buenos Aires, 20 de noviembre de 2024) fue un empresario y militante por los derechos humanos argentinos y del Cono Sur. Hijo de Dora Emma Venturino y Rodolfo Genaro Valentín Iaccarino, hermano de Rodolfo José y Alejandro Rómulo Iaccarino. 

## Estudios e inicios profesionales
Proveniente de un hogar humilde, desde pequeño Carlos se destacó como un joven muy aplicado en sus estudios. Abanderado tanto en la Escuela Primaria Nro. 19 Gral. José de San Martín y en la Escuela Industrial Albert Thomas, ambas ubicadas en la ciudad de La Plata. En esta última institución fue elegido como mejor compañero. Toda su etapa de estudios la vivió con la convicción de prepararse para un futuro que pueda darle tanto a él, a su familia, como a los más desprotegidos, una salida económica viable. 
Por los méritos conseguidos en el colegio secundario, ingresó a los 17 años a trabajar en Obras Sanitarias de la provincia de Buenos Aires (actual ABSA). Allí se desempeñó como dibujante en la sección redes e instalaciones básicas. Al poco tiempo y en forma paralela montó una empresa de desagües cloacales en La Plata. A muy temprana edad, ya tenía cinco personas a cargo, mientras que cursaba sus estudios de grado en la Facultad de Ingeniería de la Universidad Nacional de La Plata.
A su vez, colaboró estrechamente con su hermano Alejandro en la conformación de una teoría económica denominada PEEG (Plan Económico Expansivo General), la cual consiste en un plan social para la reivindicación de los más pobres y fue aplicada con rotundo éxito. La gran importancia del PEEG es la posibilidad que ofrece a los más humildes a que puedan tener un nivel superior de dignidad humana y mayor paz en lo social, confrontando a su vez a las empresas multinacionales.

## Vida empresarial
En 1967, junto a Alejandro, fundaron las empresas Constructora Sureña Argentina SA, Ilumbras SRL (Iluminación de obras) y CIATRA (auditoría, consultora impositiva y del trabajo). Hacia 1973 compraron dos establecimientos agrícola-ganaderos y forestales de 25.000 hectáreas en la Provincia de Santiago del Estero. También adquirieron la única industria láctea privada del Noroeste Argentino, Industrias Lácteas Santiagueñas SA (ILSA SA).
Debido al progreso económico que la familia Iaccarino estaba viviendo y dada las grandes distancias en donde se encontraban instaladas sus empresas y establecimientos, en 1975 ambos hermanos, viajaron a Estados Unidos para comprar un avión Rockwell Aerocommander Shrike 500 bimotor cero horas. En esa misma visita lograron constituir un acuerdo para comprar mediante leasing, plantas de aprovechamiento de subproductos de la madera dura.
En 1975 producto del enfrentamiento con el gobernador de Santiago del Estero, Carlos Juárez, los Iaccarino crearon el NOA lechero. El conflicto se debía a que el máximo mandatario provincial no otorgaba el aumento del precio de la leche, argumentando que esta misma tenía un precio político, cuando lo que se buscaba era buscar la quiebra de los empresarios (ya sin saberlo estaban siendo investigados por la D2 -inteligencia policial- a pedido de la Décima Brigada de Infantería dependiente del Primer Cuerpo del Ejército). Por este motivo se consiguió agrupar a todas las empresas del norte estableciendo la normativa que ninguna efectúe ventas en el mercado que corresponde a otra.

## Víctima de la dictadura militar
La vida de Carlos y su familia sufriría un duro golpe cuando el 4 de noviembre de 1976, tanto él como sus hermanos y padres fueron secuestrados por la dictadura militar que azotó al país entre 1976 a 1983.
Carlos estuvo preso junto a sus hermanos, hasta el 4 de septiembre de 1978, pasando por catorce destinos, entre ellos nueve Centros clandestinos de detención y exterminio entre otros (COT I Martínez, la brigada de Lanús en Avellaneda denominada “El Infierno”, la Unidad Penitenciaria N.º 9 de La Plata, la cárcel de Santiago del Estero, entre otros) siendo torturado y desapoderado de importantes bienes materiales aún no recuperados (después de litigar más de 43 años habiendo presentado en los distintos juicios más de 240 pruebas que nadie refutó nunca).
El 28 de enero de 1978 armaron la causa de los hermanos Iaccarino sin poder elaborar defensa alguna en el Juzgado N° 39 de Instrucción Militar adscrito al Comando de la X Brigada de Infantería “Teniente General Nicolás Levalle” en la Prevención Sumarial Expediente 117 N° 8648/1, a cargo del Teniente Coronel Ricardo F. Tellería, Secretario Permanente Suboficial Principal (RE Art. 62) Darío Enrique Dominici –quien nunca se presentó ante ellos-. Continuaron cautivos de la persecución del III Cuerpo de Ejército hasta diciembre de 1983, razón por la cual debieron comenzar la lucha contra el régimen opresor por diversas vías, militando por la reivindicación de todos aquellos a quienes “les robaron” el Estado de Derecho y sus bienes.
Continuaron estando en las listas negras hasta el 21 de agosto de 2003 cuando el Senado de la Nación Argentina convertía en ley la anulación de las leyes de Obediencia Debida y Punto Final.
Y el 28 de abril de 1978 por Resolución de la Exma. Cámara Federal de La Plata, declaró la incompetencia de la Justicia Federal en la presente causa y se remita al Juzgado en lo Penal de Turno de La Plata que era el Juzgado en lo Penal N° 1, a cargo del Señor Juez Doctor Antonio Borras.

## Búsqueda de justicia y etapa posterior a la dictadura
Fue tesorero de la Confederación Económica Argentina. Con un grupo de empresarios y profesionales fundaron diversas Asociaciones Económicas en todo el país las cuales dieron paso a la formación de las Federaciones y luego la Confederación. Esta entidad nacional permitió canalizar todas las injusticias de aquellos hombres de negocios que fueron perjudicados por la dictadura, como así también de aquellos que fueron secuestrados, torturados y desapoderados. Y, además, por el perjuicio que causó la concentración económica estructurada por José Alfredo Martínez de Hoz, lo cual favoreció a las compañías multinacionales destruyendo a la pequeña y mediana industria nacional (bandera de lucha que llevaron a cabo los hermanos Iaccarino).
A partir del Juicio por la Verdad, y a raíz de su caso, los hermanos Iaccarino comenzaron a tomar contacto con jueces y camaristas del fuero penal, con el Ministerio Público, con la Secretaría de Derechos Humanos de la Nación y de diversas provincias, con la Defensoría de la Nación, con personalidades del país y del exterior, y con Madres, Abuelas e HIJOS de distintos puntos del país.
Es de importancia mencionar que Google indica a la situación vivida por ellos, a través de la elaboración de un informe de gran magnitud como un caso emblemático sobre secuestrados en la época del Proceso, debido a que con su ilegal detenimiento comenzaron las persecuciones, torturas, extorsiones y desapoderamientos a empresarios argentinos que no coincidían con las ideas económicas que se implantaron en esos años. También es destacable que otra respetada activista por los derechos humanos en la Argentina, Chicha Mariani, ha expresado su apoyo en diversas ocasiones a la lucha de los hermanos.
Los Iaccarino han sufrido diversos atentados contra sus vidas debido a la difusión que han dado acerca de cómo, durante el Proceso de Reorganización Nacional, sectores de la estructura civil manejaron los grandes intereses que llevaron adelante la destrucción integral del aparato productivo económico financiero de Argentina. 
En 2014, el Caso de los Hermanos Iaccarino fue uno de los tres más emblemáticos del país en la temáticas de empresarios en la dictadura (junto al de Papel Prensa y al Banco Interamericano) y el único considerado como crimen de lesa humanidad.
También han disertado en diferentes Municipalidades, Centros de Estudios y Universidades de todo el país (UNICEN, UNLP, UNLZ) exponiendo sus conocimientos sobre Economía Social y sus vivencias ocurridas en sus años de vida, haciendo hincapié, especialmente, en como el período del Proceso Cívico Militar provocó la destrucción económica de la patria. Sus labores y sus improntas han sido muy valoradas por diferentes entes nacionales y provinciales como la Secretaría de Derechos Humanos de la Provincia de Buenos Aires y de Córdoba, UPCN e IPS, entre otros. Otro reconocimiento destacado fue el que la Municipalidad de La Plata les otorgó el 6 de mayo de 2010 donde se declara de Interés Municipal el PEEG.
El 13 de junio de 2022 el Juez Federal Guillermo Molinari ordenó la restitución de las Industrias Lácteas Santiagueñas SA (ILSA SA) a la familia Iaccarino. De esta manera, los hermanos logran recuperar parte de su patrimonio y continúan con el proceso de lucha por la reposición del resto de los bienes que les fueron robados.  
El 6 de septiembre de 2022 Alejandro y Carlos prestan declaración en el juicio de lesa humanidad conocido como “Brigadas de Banfield, Quilmes y Lanús (El Infierno)” ante el Tribunal Oral en lo Criminal Nº1 de Justicia Federal de La Plata.
En sus testimonios, los hermanos expusieron acerca de lo sufrido en los diferentes centros de detención, especialmente en la brigada denominada “El Infierno”. La crudeza de sus relatos llevaron a que el presidente del tribunal, Ricardo Basílico, adopte de forma inmediata el refuerzo de la custodia de Gendarmería Nacional Argentina a ambos debido a la gran cantidad de atentados que han venido padeciendo.

## Divulgación del PEEG
Tanto Carlos como su hermano Alejandro nunca dejaron de trabajar en la concreción del PEEG (Plan Económico Expansivo General), el cual nació como una idea, se convirtió en teoría y pasó a ser una práctica, ya que por 54 meses estuvo en marcha teniendo un éxito rotundo en la ciudad de La Plata y alrededores.
El sistema ideado por los Iaccarino funcionaba perfectamente, siendo la prueba acabada de la efectividad del mismo, el detenimiento y secuestro de toda la familia, debido a que sus prácticas iban contra los intereses de las grandes corporaciones las cuales han liderado las formaciones de precios en todos los ámbitos y en todos los rubros. El motivo fue que a través del PEEG se generaba una reducción de hasta un 60% en el precio final de los productos con respecto a los centros de abastecimiento alimenticios tradicionales.
Carlos Cleri, personalidad reconocida en el mundo empresarial, explica a través del libro Estrategia Bonsái, la validación al PEEG como un Plan que fue llevado de forma exitosa a la práctica. A su vez, destaca la evolución de los hermanos como empresarios sociales, situándolos junto a otros emprendedores de renombre como el caso de Enrique Shaw, en una categoría de hombres de negocios los cuales priorizan, tanto la obtención de ganancias monetarias, como el progreso general de todos los autores involucrados en sus proyectos. 
Hasta su fallecimiento continuó trabajando junto a su hermano sobre el Plan, concretando entrevistas con los líderes religiosos del mundo haciendo entrega del dossier reservado el cual contiene los puntos fundamentales de la aplicación del mismo. La finalidad de la implementación del PEEG coincide con el pensamiento de diferentes referentes globales de mitigar la pobreza, la indigencia y el hambre.
La lucha por desarrollar en la práctica el Plan, va de la mano con respecto a las situaciones experimentadas por los hermanos en sus vidas. La fuerza de voluntad, los principios cristianos y la inquebrantable fe en sus valores les permite mantener la convicción de que el paso de ellos por este mundo no sea en vano, dejando herramientas que sean de utilidad para los más necesitados en un planeta que acrecienta su crisis con el paso del tiempo.
En febrero de 2017, el Premio Nobel de la Paz, Adolfo Pérez Esquivel, a través de una entrevista otorgada a la periodista Stella Calloni, para el periódico La Jornada de México, se refirió acerca de la injusticia vivida por los Iaccarino y exige al gobierno argentino una reparación inmediata. Destaca allí lo emblemático del caso en el ámbito nacional y solicita su divulgación en todo el mundo. Certifica que el éxito del PEEG y su consolidación como empresarios sociales ha sido el motivo por el cual Carlos y su familia fueron secuestrados y torturados. Los serios perjuicios que el sistema le ocasionaba a las estructuras multinacionales llevaron a que las mismas ejercieran una enorme presión para sacarlos del camino.

## Amistades
Carlos ha mantenido una gran amistad con Adolfo Pérez Esquivel, Premio Nobel de la Paz 1980. La relación entre ellos se inició en 1978 cuando compartieron cautiverio en la Unidad N.º 9 de La Plata.

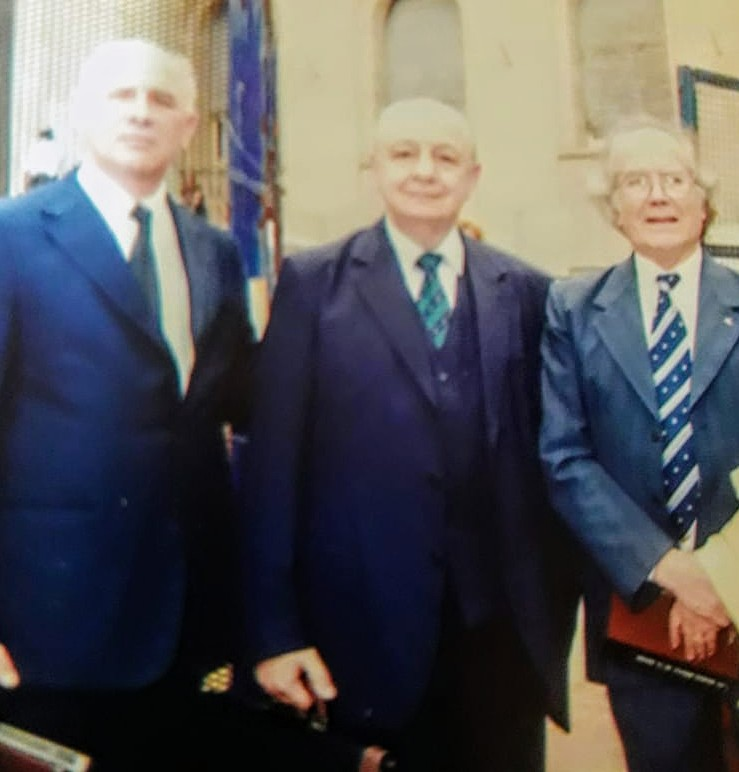
Los hermanos Carlos y Alejandro Iaccarino junto a Adolfo Pérez Esquivel

También fue muy sólido el vínculo que unió a los hermanos desde comienzos de la década del ’80 con el ex Presidente de la Argentina, Arturo Frondizi. La amistad duró 13 años, hasta el momento de la muerte del funcionario.
Posteriormente Carlos comienza su relación con el Padre Jorge Alberto Camargo, trabajando junto a él en la asistencia a personas en situación de vulnerabilidad. Al tiempo se convirtió en Secretario de la Juventud Jesuita. Colaboró con la realización del documento “Pensamiento a los jóvenes del Tercer Milenio”, trabajado en conjunto con el Padre, hasta el año 1998 en el que fallece Camargo. Tras este episodio, Carlos Iaccarino inicia en La Plata un galpón de reciclaje de basura, ubicado en la calle 526 entre 121 y 122, a la vez que prosigue realizando obras de construcción.

## Obras referidas y libros escritos
Entre los libros en donde se hace referencia al caso de Carlos y sus hermanos, se pueden destacar: “Economía, Política y Sistema Financiero. La última dictadura cívico-militar en la CNV” y “La Dictadura del Capital Financiero. El golpe militar corporativo y la trama bursátil”. En ambos, la Comisión Nacional de Valores (CNV) toma en cuenta la lucha de los Iaccarino y la trascendencia del caso, considerándolos como un factor de enorme importancia en demostrar la labor de empresas multinacionales y sus responsabilidades en la temática de crímenes de lesa humanidad y desapoderamiento de bienes.
o
En abril de 2018 se publica el libro Los Iaccarino. El caso que derrumba la teoría de los dos demonios. En el mismo, Carlos y Alejandro, relatan su historia de lucha, de templanza y de fe, como así también todos los sufrimientos y padecimientos vividos durante la etapa de la última dictadura cívico-militar argentina. Con prólogos de Adolfo Pérez Esquivel y Stella Calloni, el libro se presenta como un elemento más en la constante búsqueda de justicia de los hermanos Iaccarino, dejando en claro el ejemplo de resiliencia que ambos han experimentado después de tantos tormentos.
Junto a Alejandro escribieron las siguientes obras: “Padre: Perdónalos porque no saben lo que hacen” (1998); “Metanoia” (2000), relacionado con la crisis nacional y mundial; “Los Secretos del Poder Mundial” (2002) y “Las Reglas Olvidadas” (2003); mientras que con María Teresa Luna Clarasó publicó “Alegato por nuestros mayores” (1999).